# プレズ
プレズは、オンラインのダイエット指導を行う、東京都渋谷区にある会社。

## 会社
2017年8月に東京都中野区で設立され、現在は東京都渋谷区松濤に本社がある。
オンラインで、ダイエット指導・パーソナルトレーニングを提供している。

## 沿革
- 2017年8月 - 設立[2]
- 2019年4月 - 商号を株式会社Plezに変更[2]
- 2019年7月 - 本店を東京都渋谷区に移転[2]

## メディア出演

### テレビ
- Tiary TV かまってちゃん（2019年5月12日 テレビ神奈川） サキドリTiARY「ジム通い・NG食品なし？新時代のダイエットコンサルタント」[4][5]

### 雑誌
- steady.2月号（宝島社） 2017.02.07 "続けられる"ダイエット講座[6]